# Nord-Süd-und-Ost-West-Korridor

Karte des Nord-Süd (rot) – Ost-West (grün) Korridors

Der Nord-Süd- und Ost-West-Korridor ist das größte Bauprojekt für National Highways in Indien. Das Ziel des Bauprojekts ist es die nördlichsten und südlichsten sowie die östlichsten und westlichsten Orte des Landes mit einer 7300 km langen Straßenverbindung auf dem Standard eines vier- oder sechsspurigen Highways zu verbinden. Die Nord-Süd-Verbindung reicht von Srinagar im Norden bis nach Kanyakumari im Süden mit einem Abzweig nach Kochi. Die Ost-West-Verbindung reicht von Porbandar im Westen bis nach Silchar im Osten. Der Bau des Korridors ist ein Teil des National Highways Development Projects und wird von der National Highways Authority of India überwacht.

## Strecke
Im Verlauf des Korridors werden ausschließlich die folgenden Abschnitte der National Highways benutzt:
Nord-Süd-Korridor (Länge: 4000 km): NH 1A zwischen Srinagar und Jalandhar, NH 1 zwischen Jalandhar und Delhi, NH 2 zwischen Delhi und Agra, NH 3 zwischen Agra und Gwalior, NH 75 zwischen Gwalior und Jhansi, NH 26 zwischen Jhansi und Lakhnadon, NH 7 zwischen Lakhnadon und Kanyakumari, NH 47 von Salem über Coimbatore nach Kochi
Ost-West-Korridor (Länge: 3300 km): NH 8B zwischen Porbandar und Rajkot, NH 8A zwischen Rajkot und Samakhiali, NH 15 zwischen Samkhiali und Radhanpur, NH 14 zwischen Radhanpur und Pindwara, NH 76 zwischen Pindwara und Shivpuri, NH 25 zwischen Shivpuri und Lucknow, NH 28 zwischen Lucknow und Muzaffarpur, NH 57 zwischen Muzaffarpur und DarbhangaPurnia, NH 31 zwischen Purnia und Galgalia, NH 31C zwischen Galgalia und Bijni, NH 31 zwischen Bijni und Guwahati, NH 37 zwischen Guwahati und Nagaon, NH 36 zwischen Nagaon und Dabaka, NH 54 zwischen Dabaka und Silchar
Die indische Regierung hat im April 2010 ein neues System für die Nummern der National Highways vergeben. Mit der Umsetzung dieses neuen Systems wird die Verbindung des Nord-Süd-Korridors von Srinagar nach Kanyakumari zum neuen National Highway 44.

## Gemeinsame Strecken und Verbindungen der Fernstraßensysteme
Das folgende sind die gemeinsamen Strecken des Golden Quadrilateral (GQ) National Highway Projekt und des NS-OW-Korridors:
- Die Strecke Delhi-Agra gehört zum GQ und zum NS-Korridor.
- Die Strecke Bengaluru-Krishnagiri gehört zum GQ und zum NS-Korridor.
- Die Strecke Sikandara-Kanpur gehört zum GQ und zum OW-Korridor.
- Die Strecke Udaipur-Chittorgargh gehört zum GQ und zum OW-Korridor.
- Die Strecke Salem-Coimbatore-Kochi gehört als North-South Corridor Extension zum Nord-Süd-Korridor.
- Der Nord-Süd- und der Ost-West-Korridor treffen sich in Jhansi.

| Nord-Süd-Korridor (Bundesstaaten und wichtige Orte) (Von Nord nach Süd) | Ost-West-Korridor (Bundesstaaten und wichtige Orte) (Von West nach Ost) |
| --- | --- |
| - Jammu und Kashmir - Srinagar - Vaishno Devi - Jammu - Punjab - Pathankot - Jalandhar - Ludhiana - Khanna - Haryana - Ambala - Kurukshetra - Karnal - Panipat - Sonipat - Delhi - Uttar Pradesh - Mathura - Agra - Jhansi - Lalitpur - Madhya Pradesh - Gwalior - Sagar - Lakhnadon - Seoni - Maharashtra - Nagpur - Andhra Pradesh - Adilabad - Secunderabad - Hyderabad - Mahbubnagar - Kurnool - Anantapur - Karnataka - Bengaluru - Tamil Nadu - Salem - Erode - Coimbatore - Karur - Dindigul - Madurai - Virudhunagar - Tirunelveli - Kanyakumari - Kerala - Palakkad - Thrissur - Kochi | - Gujarat - Porbandar - Rajkot - Samakhiali - Rajasthan - Mount Abu - Udaipur - Chittorgarh - Kota - Madhya Pradesh - Shivpuri - Uttar Pradesh - Jhansi - Sikandara - Kanpur - Lucknow - Ayodhya - Gorakhpur - Bihar - Muzaffarpur - Darbhanga - Purnia - Westbengalen - Islampur - Siliguri - Assam - Dispur - Dabaka - Lumding - Silchar |

## Fertigstellung
Per Juni 2018 sind beide Strecken mit geringen Ausnahmen fertiggestellt.

## Nachweise
1. ↑  Ministry of Road Transport and Highways: Rationalization of Numbering System of National Highways (Memento des Originals vom 1. Februar 2016 im Internet Archive)  Info: Der Archivlink wurde automatisch eingesetzt und noch nicht geprüft. Bitte prüfe Original- und Archivlink gemäß Anleitung und entferne dann diesen Hinweis. (PDF; 3,4 MB)